# Fabrizio Pirovano
Fabrizio Pirovano (Biassono, 1º febbraio 1960 – Monza, 12 giugno 2016) è stato un pilota motociclistico italiano.
Vincitore del mondiale Supersport nel 1998, viene ricordato come uno dei piloti più rappresentativi del mondiale Superbike, e inserito nella hall of fame del campionato.

## Carriera
Esordisce come crossista, vincendo il titolo italiano cadetti nella classe 50 nel 1977 su TGM e il titolo di vicecampione italiano nella 125 juniores nel 1980. Nel 1986 passa alla velocità, per problemi fisici causati dalle frequenti cadute sulle piste da cross. Inizia pertanto una nuova fase della sua carriera, partecipando nel 1987 al campionato Europeo Velocità in 250, chiudendolo tredicesimo nella generale con 15 punti alla guida di una Yamaha. Sempre nel 1987 avviene l'esordio internazionale nella classe 250 del motomondiale al GP delle Nazioni, che non porta a termine a causa di un ritiro.

Pirovano in sella alla Yamaha YZF750SP nel vittorioso Gran Premio di superbike di Monza 1992.

Nello stesso anno ottiene il settimo posto nella gara tedesca del campionato mondiale Formula TT, posizionandosi ventottesimo con 4 punti nella classifica piloti. In seguito partecipa alla 24 ore del Bol d'Or su una Bimota YB4 ed è uno dei primi italiani a credere nel nascente campionato mondiale Superbike, correndo dal 1988 al 1993 con una Yamaha OW01.
Si piazza due volte secondo nel mondiale, nel 1988 e 1990, e vince cinque titoli italiani nel 1987, 1990, 1992, 1993 e 1994 (il primo su Bimota, l'ultimo con la Ducati e tutti gli altri su Yamaha).
Nel 1994 passa alla Ducati 916 del team Tardozzi, chiudendo la stagione in nona posizione in classifica finale. L'anno successivo corre ancora con una Ducati ma passa al team Taurus e si piazza settimo nella graduatoria piloti. Nel 1996 passa alla Supersport vincendo il campionato europeo di categoria con una Ducati 748 del team Alstare. L'anno successivo esordisce nel neonato campionato mondiale, ma finisce ottavo.
Nel 1998 continua con il team Alstare Corona che però lascia la Ducati 748 per passare alla Suzuki GSX 600R, Pirovano con la nuova moto vince cinque gare sulle dieci in calendario e si aggiudica il titolo mondiale Supersport. Nel 1999 si classifica settimo e nono nel 2000 ancora su Suzuki GSX 600R del team Alstare, mentre nel 2001 passa al team DMR Suzuki Italia e si piazza decimo a fine stagione, che sarà anche la sua ultima annata agonistica, dopo la quale rimarrà legato al team Alstare Suzuki come consulente tecnico.
Muore il 12 giugno del 2016 all'età di 56 anni, a causa di un tumore al fegato.

## Risultati in gara

### Motomondiale
| 1987 | Classe | Moto   |  |  |  |     |  |  |  |  |  |  |  |  |  |  |  | Punti | Pos. |
| ---- | ------ | ------ |  |  |  | --- |  |  |  |  |  |  |  |  |  |  |  | ----- | ---- |
| 1987 | 250    | Yamaha |  |  |  | Rit |  |  |  |  |  |  |  |  |  |  |  | 0     |      |

| Legenda | 1º posto        | 2º posto            | 3º posto            | A punti      | Senza punti        | Grassetto – Pole position Corsivo – Giro più veloce |
| Legenda | Gara non valida | Non qual./Non part. | Ritirato/Non class. | Squalificato | '-' Dato non disp. | Grassetto – Pole position Corsivo – Giro più veloce |

### Campionato mondiale Superbike
| 1988 | Moto   |   |   |   |   |    |   |   |   |     |    |   |    |   |   |   |   |   |    |  |  |  |  |  |  |  |  | Punti | Pos. |
| ---- | ------ | - | - | - | - | -- | - | - | - | --- | -- | - | -- | - | - | - | - | - | -- |  |  |  |  |  |  |  |  | ----- | ---- |
| 1988 | Yamaha | 8 | 4 | 5 | 6 | 11 | 8 | 2 | 7 | Rit | 10 | 1 | AN | 6 | 6 | 6 | 7 | 2 | 13 |  |  |  |  |  |  |  |  | 93,5  | 2º   |

| 1989 | Moto   |   |    |   |   |   |   |   |   |   |   |     |     |   |     |   |   |   |   |   |     |  |  |  |  |  |  | Punti | Pos. |
| ---- | ------ | - | -- | - | - | - | - | - | - | - | - | --- | --- | - | --- | - | - | - | - | - | --- |  |  |  |  |  |  | ----- | ---- |
| 1989 | Yamaha | 1 | 18 | 3 | 2 | 6 | 4 | 2 | 4 | 5 | 2 | Rit | Rit | 7 | Rit | 4 | 6 | 3 | 4 | 3 | Rit |  |  |  |  |  |  | 208   | 4º   |

| 1990 | Moto   |   |   |   |   |   |   |   |   |   |   |   |   |   |   |   |   |     |   |   |   |   |   |   |   |     |   | Punti | Pos. |
| ---- | ------ | - | - | - | - | - | - | - | - | - | - | - | - | - | - | - | - | --- | - | - | - | - | - | - | - | --- | - | ----- | ---- |
| 1990 | Yamaha | 6 | 8 | 5 | 5 | 3 | 8 | 8 | 5 | 3 | 5 | 8 | 6 | 1 | 3 | 4 | 4 | Rit | 2 | 1 | 1 | 1 | 1 | 2 | 5 | Rit | 4 | 337   | 2º   |

| 1991 | Moto   |   |   |   |   |       |       |   |   |     |   |   |   |   |     |   |   |   |   |     |   |    |   |     |   |  |  | Punti | Pos. |
| ---- | ------ | - | - | - | - | ----- | ----- | - | - | --- | - | - | - | - | --- | - | - | - | - | --- | - | -- | - | --- | - |  |  | ----- | ---- |
| 1991 | Yamaha | 3 | 8 | 5 | 5 | [ 5 ] | [ 5 ] | 5 | 6 | Rit | 5 | 5 | 4 | 3 | Rit | 7 | 7 | 2 | 3 | Rit | 7 | 31 | 6 | Rit | 6 |  |  | 195   | 5º   |

| 1992 | Moto   |   |   |   |   |     |   |     |   |     |   |   |   |   |     |   |   |   |   |   |   |   |   |    |   |   |   | Punti | Pos. |
| ---- | ------ | - | - | - | - | --- | - | --- | - | --- | - | - | - | - | --- | - | - | - | - | - | - | - | - | -- | - | - | - | ----- | ---- |
| 1992 | Yamaha | 3 | 4 | 2 | 5 | Rit | 6 | Rit | 3 | Rit | 3 | 4 | 6 | 5 | Rit | 2 | 6 | 3 | 3 | 9 | 8 | 1 | 1 | 12 | 6 | 5 | 5 | 278   | 5º   |

| 1993 | Moto   |    |   |   |   |   |   |   |    |     |    |   |   |   |   |   |   |   |   |     |   |   |   |   |   |   |   | Punti | Pos. |
| ---- | ------ | -- | - | - | - | - | - | - | -- | --- | -- | - | - | - | - | - | - | - | - | --- | - | - | - | - | - | - | - | ----- | ---- |
| 1993 | Yamaha | 17 | 3 | 2 | 5 | 4 | 7 | 3 | 11 | Rit | 18 | 4 | 4 | 3 | 4 | 3 | 3 | 7 | 5 | Rit | 4 | 3 | 3 | 4 | 6 | 1 | 3 | 290   | 4º   |

| 1994 | Moto   |   |     |     |   |     |   |     |    |   |     |    |     |   |     |     |    |   |   |     |    |    |   |  |  |  |  | Punti | Pos. |
| ---- | ------ | - | --- | --- | - | --- | - | --- | -- | - | --- | -- | --- | - | --- | --- | -- | - | - | --- | -- | -- | - |  |  |  |  | ----- | ---- |
| 1994 | Ducati | 3 | Rit | Rit | 2 | Rit | 6 | Rit | 11 | 8 | Rit | 16 | Rit | 2 | Rit | Rit | 11 | 5 | 5 | Rit | 12 | 22 | 8 |  |  |  |  | 111   | 9º   |

| 1995 | Moto   |   |    |   |   |    |   |   |   |   |   |   |   |     |   |   |   |    |    |    |     |   |   |     |    |  |  | Punti | Pos. |
| ---- | ------ | - | -- | - | - | -- | - | - | - | - | - | - | - | --- | - | - | - | -- | -- | -- | --- | - | - | --- | -- |  |  | ----- | ---- |
| 1995 | Ducati | 2 | 13 | 5 | 6 | 11 | 5 | 8 | 8 | 6 | 4 | 8 | 5 | Rit | 8 | 7 | 7 | 13 | NP | 10 | Rit | 5 | 6 | Rit | 12 |  |  | 178   | 7º   |

| Legenda | 1º posto        | 2º posto            | 3º posto           | A punti      | Senza punti        | Grassetto – Pole position Corsivo – Giro più veloce |
| Legenda | Gara non valida | Non qual./Non part. | Ritirato/Non class | Squalificato | '-' Dato non disp. | Grassetto – Pole position Corsivo – Giro più veloce |

### Campionato mondiale Supersport
| 1997 | Moto   |     |     |    |   |   |   |     |     |   |   |     | Punti | Pos. |
| ---- | ------ | --- | --- | -- | - | - | - | --- | --- | - | - | --- | ----- | ---- |
| 1997 | Ducati | Rit | Rit | 11 | 1 | 6 | 2 | Rit | Rit | 5 | 3 | Rit | 87    | 8º   |

| 1998 | Moto   |   |   |   |     |   |   |     |   |   |   |  | Punti | Pos. |
| ---- | ------ | - | - | - | --- | - | - | --- | - | - | - |  | ----- | ---- |
| 1998 | Suzuki | 6 | 1 | 1 | Rit | 1 | 3 | Rit | 1 | 1 | 2 |  | 171   | 1º   |

| 1999 | Moto   |     |     |   |   |   |   |   |   |     |  |   | Punti | Pos. |
| ---- | ------ | --- | --- | - | - | - | - | - | - | --- |  | - | ----- | ---- |
| 1999 | Suzuki | Rit | Rit | 5 | 5 | 2 | 4 | 5 | 8 | Rit |  | 6 | 84    | 7º   |

| 2000 | Moto   |   |   |  |     |   |   |   |    |     |     |   | Punti | Pos. |
| ---- | ------ | - | - |  | --- | - | - | - | -- | --- | --- | - | ----- | ---- |
| 2000 | Suzuki | 9 | 7 |  | Rit | 8 | 5 | 4 | 11 | Rit | Rit | 8 | 61    | 9º   |

| 2001 | Moto   |   |     |   |   |   |     |     |   |   |   |    | Punti | Pos. |
| ---- | ------ | - | --- | - | - | - | --- | --- | - | - | - | -- | ----- | ---- |
| 2001 | Suzuki | 9 | Rit | 7 | 8 | 9 | Rit | Rit | 5 | 7 | 5 | 11 | 67    | 10º  |

| Legenda | 1º posto        | 2º posto            | 3º posto           | A punti      | Senza punti        | Grassetto – Pole position Corsivo – Giro più veloce |
| Legenda | Gara non valida | Non qual./Non part. | Ritirato/Non class | Squalificato | '-' Dato non disp. | Grassetto – Pole position Corsivo – Giro più veloce |